# پائولا تیراندوس
پائولا تیراندوس (اسپانیایی: Paola Tirados‎؛ زادهٔ ۱۴ ژانویهٔ ۱۹۸۰) شناگر شنای موزون اهل اسپانیا است.